# Cerkiew św. Michała Archanioła w Gołębiu
Cerkiew św. Michała Archanioła – prawosławna cerkiew w Gołębiu (Hołubiu).

## Historia
Pierwsza cerkiew w Hołubiu była świątynią prawosławną – wzmiankowana jest w r. 1578. Po 1596 przyjęła postanowienia unii brzeskiej. W 1776 na miejscu tej świątyni zbudowano nową cerkiew unicką, jej fundatorem był ks. Leon Orski; była to budowla drewniana. Rok po likwidacji unickiej diecezji chełmskiej i siłowym przyłączeniu miejscowej parafii do eparchii warszawskiej Rosyjskiego Kościoła Prawosławnego rozebrano również tę budowlę sakralną i zbudowano nową, także drewnianą.
W okresie międzywojennym, po powrocie prawosławnej ludności z bieżeństwa, budowla pozostawała nieczynna, chociaż miejscowi wierni oraz metropolita warszawski i całej Polski Dionizy ubiegali się o jej otwarcie. Następnie o cerkiew starali się również duchowni neouniccy.
W 1938 stan techniczny zamkniętej cerkwi w Hołubiu opisano jako bardzo zły, jednak być może był to jedynie pretekst do zaliczenia jej do świątyń przeznaczonych do rozbiórki w czasie planowanej akcji rewindykacyjno-polonizacyjnej. W jej czasie cerkiew została całkowicie zniszczona.
Cerkiew znajdowała się we wsi. Poza jej zabudową funkcjonował natomiast cmentarz unicki, a następnie prawosławny, czynny do końca II wojny światowej i wywózek ludności ukraińskiej, następnie użytkowany tylko sporadycznie.